# Minturno
Minturno ist eine italienische Stadt in der Provinz Latina in der Region Latium mit 20.389 Einwohnern (Stand 31. Dezember 2023).

## Geographie

Lage von Minturno in der Provinz Latina

Minturno liegt 153 km südöstlich von Rom, 89 km  südöstlich von Latina und 72 km nordwestlich von Neapel. Die Altstadt befindet sich auf einem Hügel, dem südwestlichsten Ausläufer der Monti Aurunci, über der Küstenebene am Tyrrhenischen Meer westlich der Mündung des Garigliano. Im Gemeindegebiet liegen auch die Seebäder Scauri und Marina di Minturno. Dagegen sind die Ortsteile Pulcherini, Santa Maria Infante, Tremensuoli und Tufo alte Dörfer im Hügelland hinter der Küste.
Das Gemeindegebiet erstreckt sich über eine Höhe von 0 m s.l.m. bis 205 m s.l.m.
Die Gemeinde liegt in der Erdbebenzone 2 (mittel gefährdet).
Die Nachbargemeinden sind Coreno Ausonio (FR), Formia, Santi Cosma e Damiano, Sessa Aurunca (CE), Spigno Saturnia.

## Verkehr
Minturno wird seit der Antike von der Via Appia, heute Staatsstraße 7, erschlossen, deren Fernverkehrsfunktion heute von der mehrspurigen SS 7 quater übernommen wird. Von dieser zweigt die Via Ausonia, SS 630, ab, die Minturno mit Cassino und der Autostrada del Sole A1 verbindet.
Mit dem Bahnhof Minturno-Scauri ist die Stadt an die Bahnstrecke Rom–Formia–Neapel angebunden.

## Geschichte

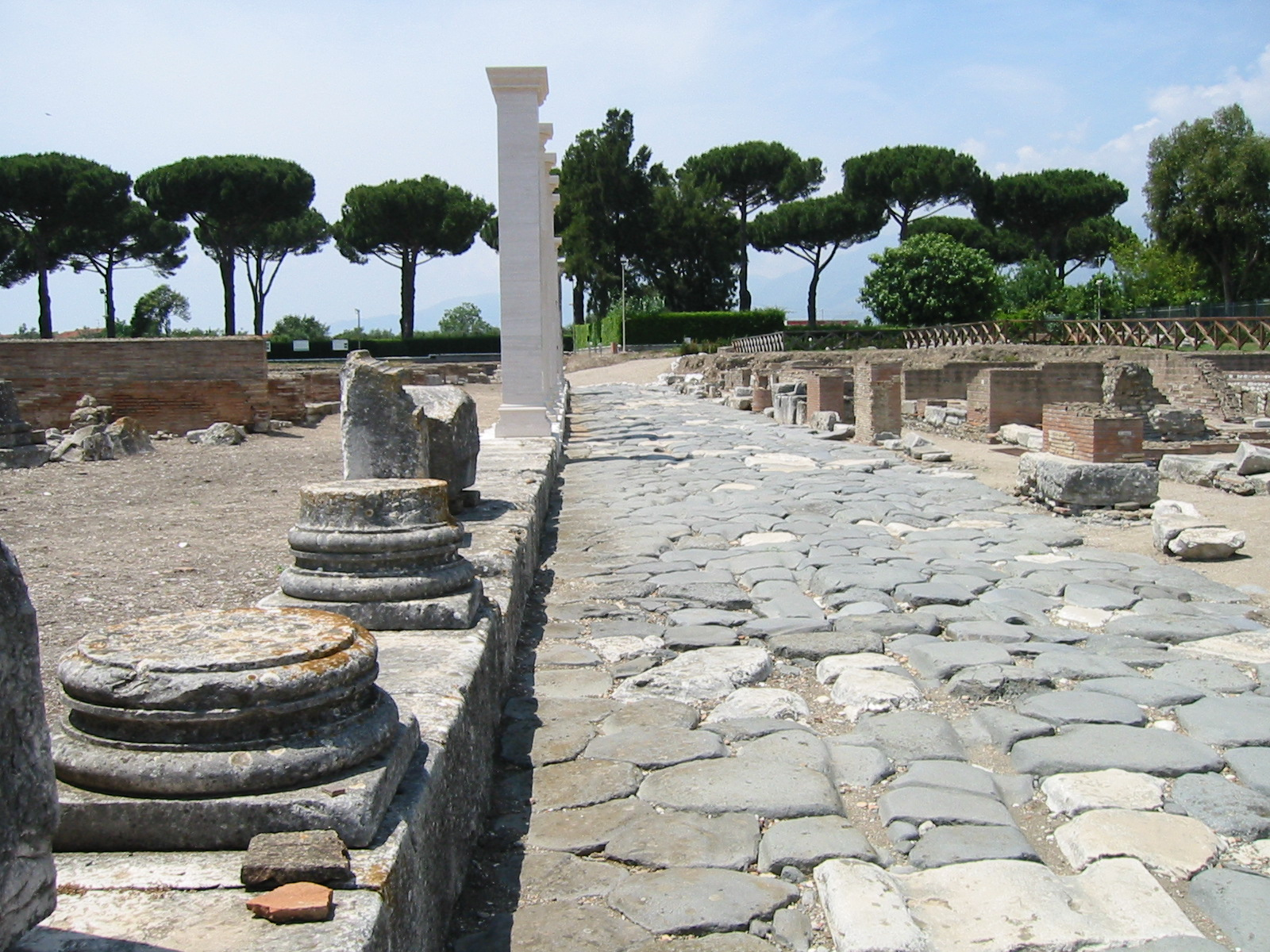
Via Appia in Minturnae

### Minturnae
Das antike Minturnae gehörte zum Fünfstädtebund der Aurunker, der Pentapolis Aurunca. 314 v. Chr. wurden Ausona, Vescia und Miturnae von den Römern zerstört. Mit dem Bau der Via Appia ab 312 v. Chr. begann der Wiederaufstieg der Stadt. 296 v. Chr. wurde Minturno zur römischen Kolonie. Die Stadt umgab sich mit einer Mauer und es wurde ein Kastrum errichtet. Minturno verfügte über ein großes Forum, viele Tempel, Thermen, ein Theater und ein Amphitheater. 88 v. Chr. gelang es Gaius Marius auf der Flucht vor Sulla mit der Hilfe von Bürgern aus Minturnae sich nach Afrika einzuschiffen.
In der Antike war Minturnae bekannt für die ausgezeichnete Qualität seiner Krebse.
Athenaios berichtet, dass der Feinschmecker Marcus Gavius Apicius sich allein wegen dieser Krebse hauptsächlich in Minturnae aufhielt.

### Traetto
Minturnae wurde vermutlich zwischen 580 und 590 n. Chr. von den Sarazenen zerstört. Die überlebenden Bewohner gründeten auf einem nahen, leichter zu verteidigenden Hügel den befestigten Ort Traiectum. Doch auch dieser wurde 883 von den Sarazenen zerstört, die an einem noch nicht genau lokalisierten Platz an der Mündung des Garigliano einen Stützpunkt gründeten. Erst mit der Schlacht am Garigliano (915) konnten sie wieder aus Mittelitalien vertrieben werden.
Traetto, wie der Ort nun hieß, kam unter die Herrschaft von Montecassino. Nach der Eroberung durch die Normannen wurde es Teil der Grafschaft Gaeta unter den Caetani. 1503 besiegten die Franzosen die Spanier bei der zweiten Schlacht am Garigliano. Prospero Colonna, der auf Seiten der Franzosen gekämpft hatte, bekam das Herzogtum Traetto. 1690 bis 1806 waren die Carafa die Herren von Traetto. Danach war es direkter Teil des Königreich Neapel.

### Minturno
1861 wurde Traetto Teil der Provinz Terra di Lavoro des Königreich Italien, bis es 1934 zur neu gegründeten Provinz Latina kam. 1879 wurde Traetto wieder in Minturno umbenannt.

## Bevölkerungsentwicklung
| Jahr      | 1861  | 1881  | 1901   | 1921   | 1936   | 1951   | 1971   | 1991   | 2001   | 2011   |
| --------- | ----- | ----- | ------ | ------ | ------ | ------ | ------ | ------ | ------ | ------ |
| Einwohner | 7.134 | 7.985 | 10.230 | 11.431 | 13.650 | 14.790 | 16.166 | 17.298 | 17.814 | 19.469 |

Quelle ISTAT

## Politik
Gerardo Stefanelli (PD) wurde in der Stichwahl am 19. Juni 2016 mit 67,52 % der Stimmen gegen Massimo Signore (Bündnis von Forza Italia und Noi con Salvini) zum Bürgermeister gewählt. Seine Mitte-links-Bündnis stellt mit 10 von 16 Sitzen die Mehrheit im Gemeinderat.
Stefanelli löste Paolo Graziano (PSI) ab, gegen den er in der Stichwahl im Mai 2012 noch unterlegen war. Graziano trat am 11. August 2015 nach langen Streitereien mit den ihn unterstützenden Gemeinderatsmitgliedern zurück. Bis zur Neuwahl im Mai 2012 wurde Bruno Strati zum kommissarischen Bürgermeister bestellt.
Aristide Galasso (PD) wurde im April 2010 zum Bürgermeister gewählt. Er gewann die Wahl gegen seinen Vorgänger Giuseppe Sardelli (PdL) (2005–2010). Die Listen die Galasso unterstützten erreichten aber nur 8 der 20 Gemeinderatsmandate. Am 16. Juni 2011 trat Galasso zurück, nachdem ihm 11 Gemeinderatsmitglieder das Misstrauen ausgesprochen hatten. Bis zur Neuwahl im Mai 2012 wurde Vincenzo Greco zum kommissarischen Bürgermeister bestellt.

## Partnerstädte
- Jyväskylä, Mittelfinnland
- Pilas, Provinz Sevilla
- Gallinaro, Provinz Frosinone

## Sehenswürdigkeiten

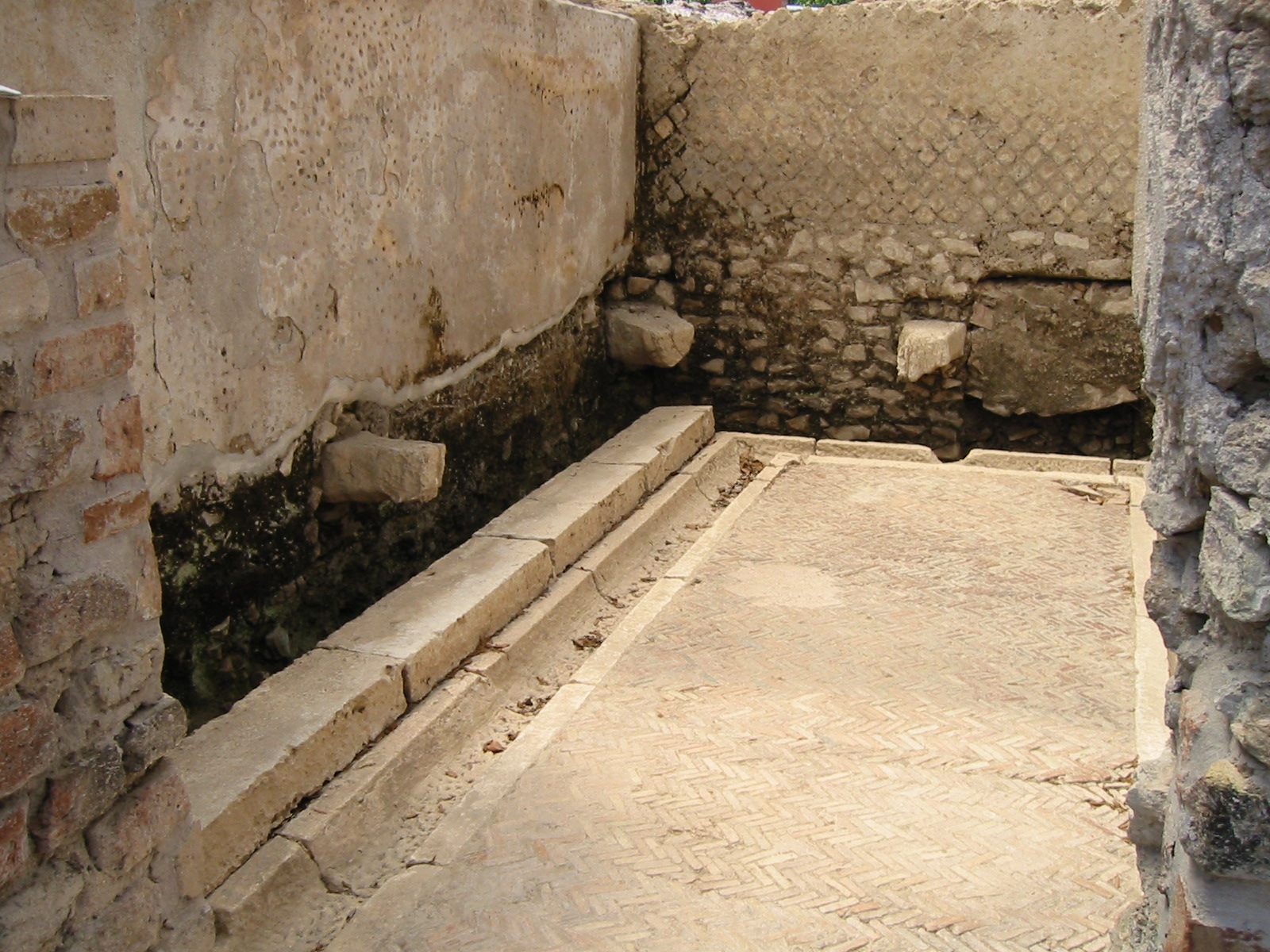
Antike Latrine

- Das antike Minturnae wurde teilweise ausgegraben und steht zur Besichtigung offen. Die Ausgrabungsstätte südlich der modernen Stadt bietet ein kleines Museum in den Umgängen des antiken Theaters, das das Ensemble dominiert. Außerdem zu sehen ist ein Abschnitt der antiken Via Appia sowie viele Grundmauern der damaligen Bebauung, unter anderem eine sehr gut erhaltene Latrine.
- Die Baugeschichte des Castello Baronale reicht bis ins 15. Jahrhundert zurück. 1526 bis 1534 residierte hier Giulia Gonzaga, die Schwiegertochter Prospero Colonnas, die das Schloss zu einem kulturellen Zentrum machte. Vom Vorplatz hat man einen schönen Blick über den Golf von Gaeta.
- Die Kollegienkirche San Pietro stammt aus dem 11./12. Jahrhundert. Sie bietet ein eigentümliches Gemisch aus romanischen, gotischen und barocken Elementen.
- Beim Teilort Scauri sind noch Reste der antiken Stadt Pirae zu sehen. Bereits im 1. Jahrhundert n. Chr. war die Stadt verfallen. Stattdessen entstanden Villen reicher römischer Familien. Das mittelalterliche Dorf leitet seinen Namen Scauri von der Villa des Marcus Aemilius Scaurus her. 1552 wurde das Fischerdorf von dem türkischen Freibeuter Turgut Reis überfallen und 200 Bewohner versklavt.
- Die Real-Ferdinando-Brücke über den Fluss Garigliano von Luigi Giura (1832) war die erste eiserne Hängebrücke Kontinentaleuropas.

## Söhne und Töchter der Stadt
- Antonio Conte (1867–1953), Fechter
- Michael Fedele (* 1955), US-amerikanischer Politiker